# Johannes Selbertinger

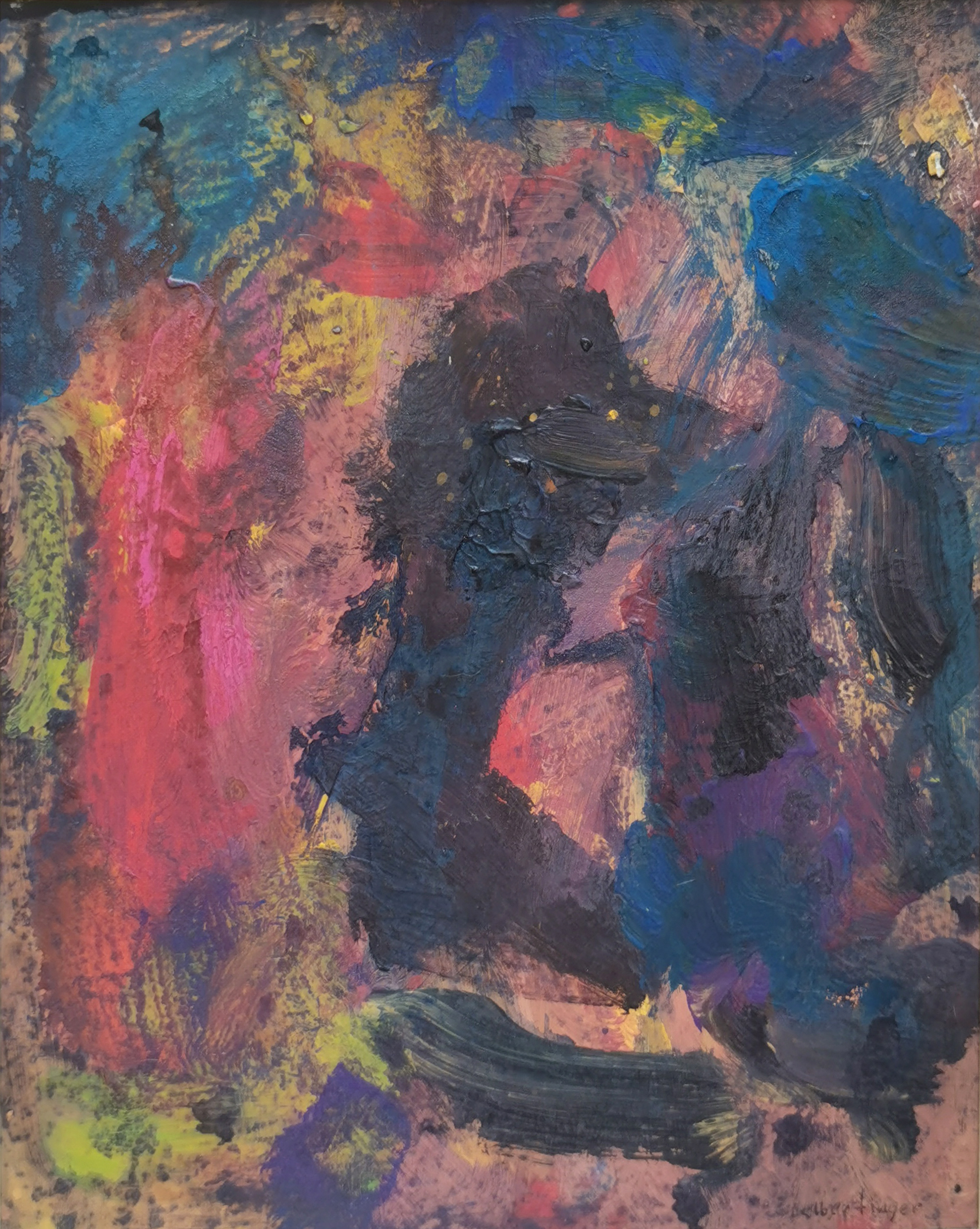
Johannes Selbertinger, Ohne Titel, Acryl auf Karton, ca. 44,5 × 34,5 cm

Johannes Selbertinger (* 18. Dezember 1930 in Tegernsee; † 19. März 2020) war ein deutscher Maler.

## Leben
Johannes Selbertinger studierte bei Xaver Fuhr an der Akademie der Bildenden Künste München. Selbertinger ist Zeitgenosse von Helmut Rieger, Helmut Sturm und Lothar Fischer, die seit Ende der 1950er Jahre in München gegen die herrschende Malerei revolutionierten.
1961 beteiligte er sich an einer Ausstellung der Künstlergruppe SPUR. Mitglieder von SPUR waren: Sturm, Prem, Fischer, Kunzelmann und Zimmer, gefördert durch Asger Jorn, den dänischen Maler aus der Tradition der Gruppe CoBrA.
Johannes Selbertinger distanzierte sich wieder von der Gruppe, da er sich keinem Gruppenzwang unterwerfen wollte und ging seinen eigenen Weg.
Gegen Ende der 1950er Jahre zeichnete sich in seinen Arbeiten der Sprung in die Abstraktion ab. Es entstehen Bilder, expressionistisch stark im Ausdruck, auf das Wesentliche reduziert. Die Bilder leben ausschließlich durch die Farbe.
Die Palette seiner Farbgebung und seine spontane Rhythmik vermitteln eine gewisse Energie, die den Betrachter herausfordert und an seine Sinne appelliert – in das Bild hineinzusehen erfordert vom Betrachter Fantasie, Besinnung und Selbstbefragung. Auf zahlreichen Ausstellungen im In- und Ausland, auf Kunstmessen und in zahlreichen öffentlichen und privaten Sammlungen schafft Selbertingers Malerei kulturkreis- und generationsübergreifend den Boden für Begegnung und Austausch.
1959 war Selbertinger Gründungsmitglied der Freien Münchner und Deutschen  Künstlerschaft, FMDK. Ein wichtiges Motiv für die Gründung der FMDK bestand darin, junge und avantgardistische Künstler in der Öffentlichkeit zu vertreten, zu ihnen gehörte auch die Gruppe SPUR. Selbertinger möchte mit seinen Bildern einen Kosmos entstehen lassen. Er sagt: „Der Kosmos stand übrigens auch schon bei den Griechen als Ordnung des Himmels. Er war das Sinnbild für das Schöne schlechthin“. „Der Schaffensprozess ist Selbertinger zufolge dann beendet, wenn das Werk den Künstler aus dem Bild entlässt“. Er zählt zu den wichtigsten lebenden Vertretern der informellen Malerei.

## Ankäufe
- Städtische Galerie im Lenbachhaus in München
- Bayerische Staatsgemäldesammlungen
- Generali Versicherung
- Diverse private Sammlungen

## Ausstellungen
- - 1947 => im Pavillon der Künstlervereinigung> Blaue Raute< an der Nymphenburger Str.
  - 1955 => >Biennale die Giovani< in Gorizia, Italien
  - 1956 => Universa-Haus Nürnberg
  - 1958 => Malerei und Graphik in der Stuttgarter Hausbücherei am Marienplatz
  - 1959 => 4. Preis >Sport in der Kunst< im Haus der Kunst München anl. Olympiade 1960
  - 1960 => Düsseldorf, August-Thyssen-Hochhaus
  - 1961 => mit der >Gruppe Spur< in der Kellergalerie Darmstadt
  - 1968 => Galerie Grohmann, Gollierstr.
  - 1991 => Gründung der >Gruppe Contraste<, erste Ausstellung im Bürgerhaus Garching
  - 1991 => Galerie Schuler, Ottostr.
  - 1991 => >Kunst am Arbeitsplatz< Aalener Immobiliengesellschaft
  - 1991 => >Kunst am Arbeitsplatz< Stadtsparkasse Aalen
  - 1992 => Als Gründungsmitglied mit der >Freien Münchner und Deutschen Künstlerschaft< im Haus der Kunst, München
  - 1992 => mit der >Gruppe Contraste< in Szombathely und Sarvar, Ungarn
  - 1992-1994 => >Kunst am Arbeitsplatz> Merkur Bank München
  - 1993 => Galerie Leidel am Promenadenplatz
  - 1993-1997 => >Kunst am Arbeitsplatz< in der Generali Versicherungs-AG, Sonnenstr.
  - 1993 => mit der >Gruppe Contraste< im Europäischen Patentamt, Landsberger Str.
  - 1994 => Galerie der Bayerischen Landesbank München
  - 1994 => >Art Köln< mit der Galerie Heseler
  - 1995 => Galerie Heseler, Maximilianstr.
  - 1995-1997 => >Kunst am Arbeitsplatz< in der Generali Rechtsschutz Versicherungs-AG
  - 1996 => Bildungsstätte des Bayerischen Bauernverbandes Herrsching
  - 1996 => Eingangshalle Klinikum Großhadern
  - 1997 => Stiftung an Rotary Club Ammersee für Auktion zugunsten Kindern in der Ukraine